# Haus der Musik

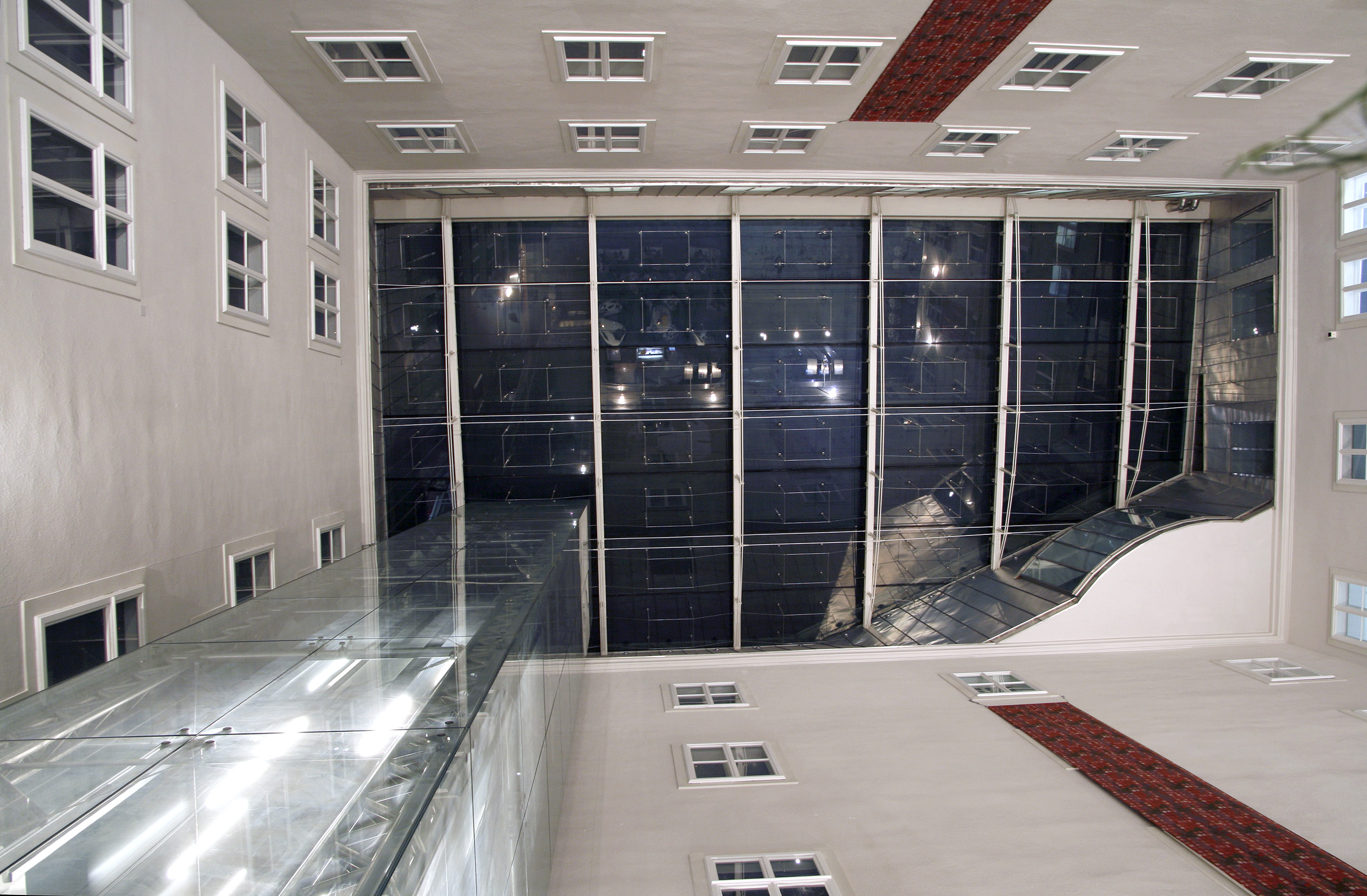
La cour couverte du Palais.

La Haus der Musik (Maison de la Musique) à Vienne a ouvert ses portes en 2000 et est le premier musée du son et de la musique en Autriche. Sur un espace d'exposition de 5 000 m², une gamme de présentations interactives et multimédias de haute technologie présentent l'univers de la musique, depuis les premières utilisations humaines des instruments jusqu'à la musique d'aujourd'hui.
Parmi les développeurs du musée figurent quatre universités autrichiennes, deux instituts universitaires étrangers, une équipe de musiciens et de théoriciens de la musique, des artistes du multimédia , des techniciens du son, des architectes et des étudiants. En 2002, la Haus der Musik a reçu le prix du musée autrichien pour sa conception innovante.
La Haus der Musik est située dans le palais de l'archiduc Charles, où vivait Otto Nicolai, fondateur de la Philharmonie de Vienne, il y a environ 150 ans. Son président d'honneur est le chef d'orchestre indien Zubin Mehta. En 2009, c'était la 19ème attraction la plus populaire de Vienne, avec 205 000 visiteurs.